# サイドカー
サイドカー（英：Sidecar）とは

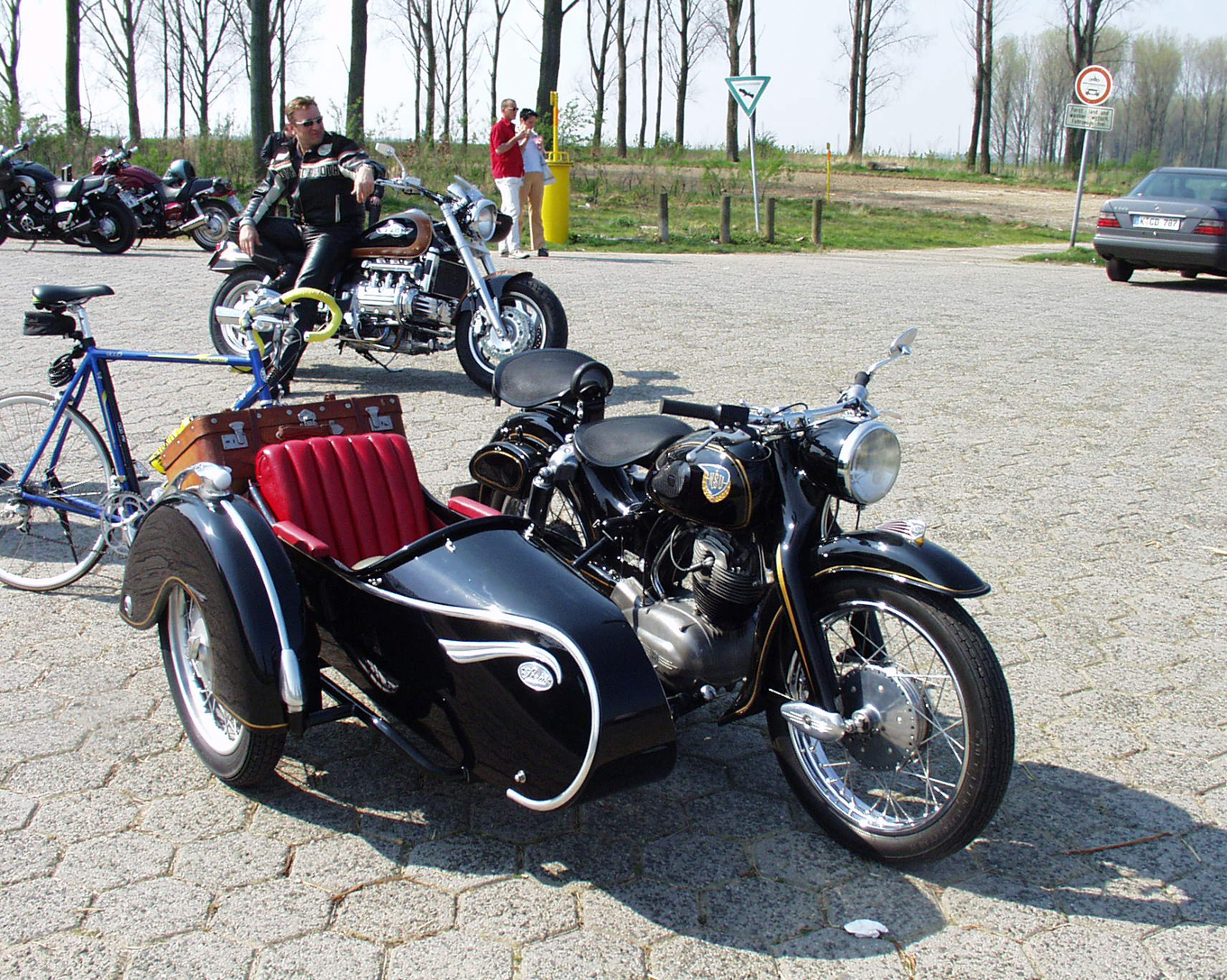
オートバイは「NSU Max」、サイドカーは「バイワーゲン」製のもの。サイドカー&オートバイとしてはオーソドックスな組み合わせのうちのひとつ。

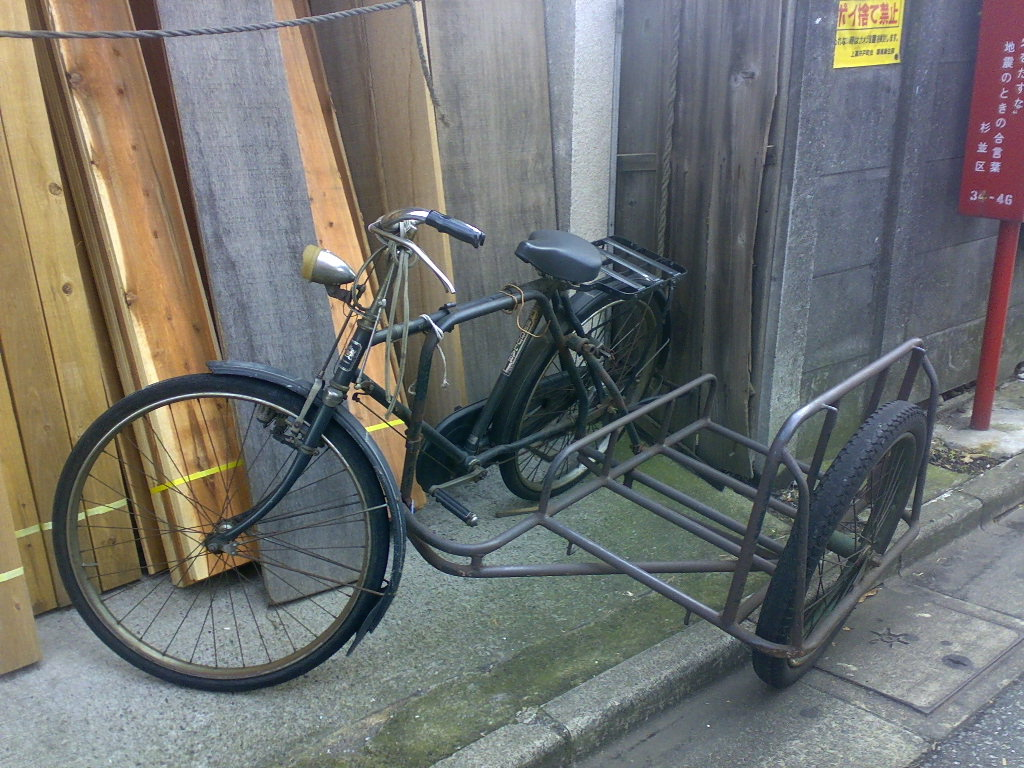
貨物運搬用の側車付き自転車

1. 側車付二輪車のこと。オートバイや自転車などの二輪車の横にもう一輪の車台を取り付けた変則的な三輪車。競技用のものは一体型。
2. 側車のこと。二輪車に取り付ける部分のこと。

## 歴史
四輪自動車がまだ高価で一般大衆に高嶺の花であった時、オートバイや自転車は実用的で手軽な足として使われていた。しかし、それらは大きな荷物を運ぶに適さず、また安全に多人数が搭乗することもできなかった。そこで、オートバイや自転車の横にもう一輪の車台を取り付けたサイドカーが考案された。
サイドカーの発祥は、19世紀（20世紀？）初頭のヨーロッパ（イギリス、フランス）である。当初、サイドカーは「スリーホイーラー（three wheeler）」とも呼ばれ、現在のトライク（trike）に相当する三輪オートバイのようなものが原型で、利便性と荷物の可搬性などをオートバイとして追求した結果、現在知られるかたちに落ち着いた。
その後、メジャーな存在になるにつれて、サイドカーに豪華な馬車風の屋根付き側車を付けたものが登場したり、トラックの荷台のようなものや、コンテナを積んだものも登場した。家族でドライブやピクニックに行く光景や、商売でたくさんの荷物を運送する光景、側車が露天屋台になっている物などが日常の光景として見られるようになり、その利用形態を色々と試行されながら発展していった。
第一次世界大戦から第二次世界大戦初期にサイドカーは軍用車両として多数が配備された。特にナチス・ドイツは、第一次大戦敗戦後のヴェルサイユ条約とヴァイマル共和政の影響で、それまで軍事利用可能な車両の生産に規制があったため、軍用四輪自動車が慢性的に不足していた。この不足を補うために生産コストが低く、3名の兵員を輸送できるサイドカーを積極的に採用し、偵察や兵員輸送に用いた。BMW R 71やBMW R 75、ツェンダップ・KS 750（独語版）という後世に名を残すいくつかの名車を生み、ソビエト連邦でもBMWのコピーであるIMZ・M72が生産された。

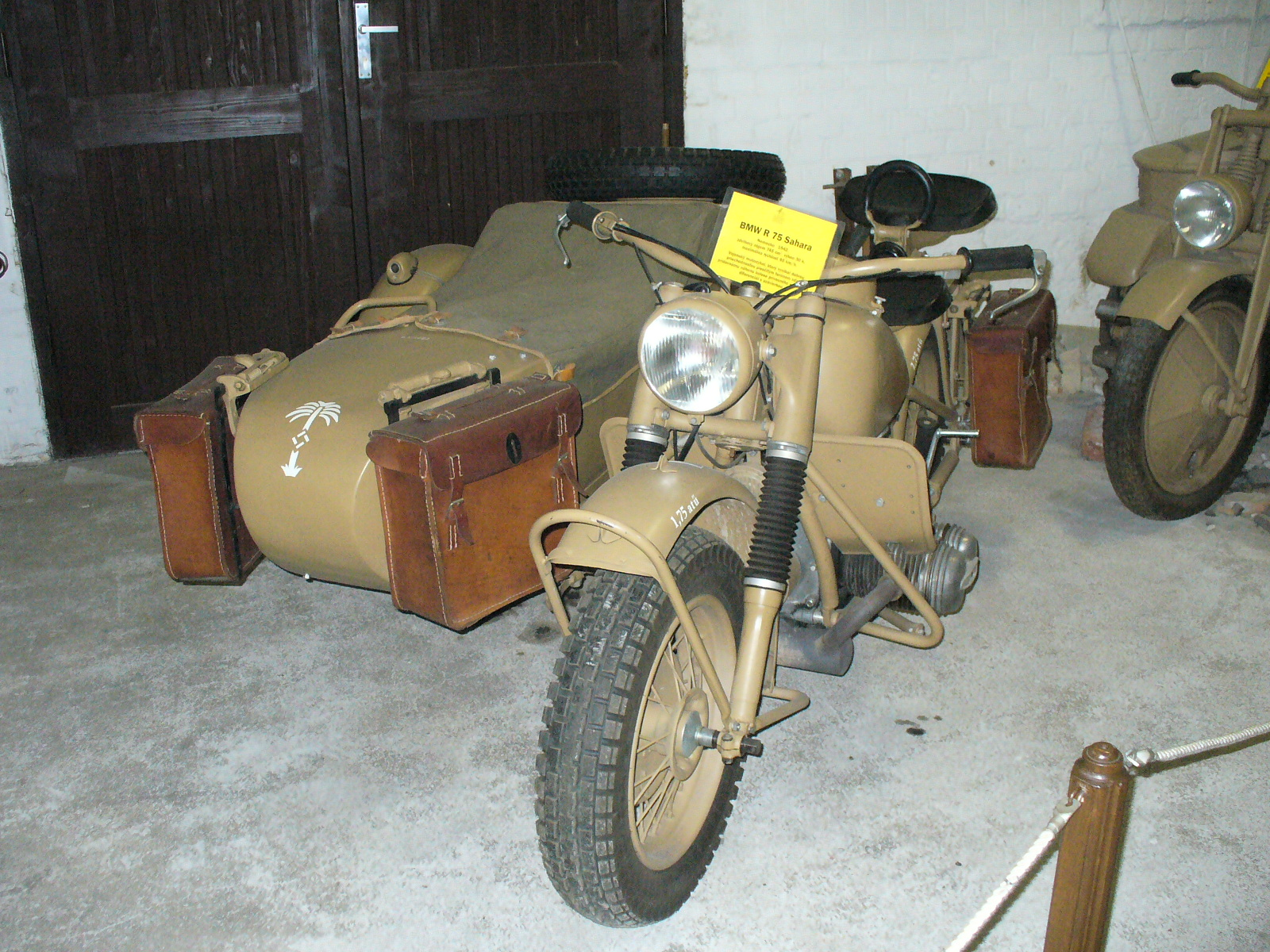
BMW R 75
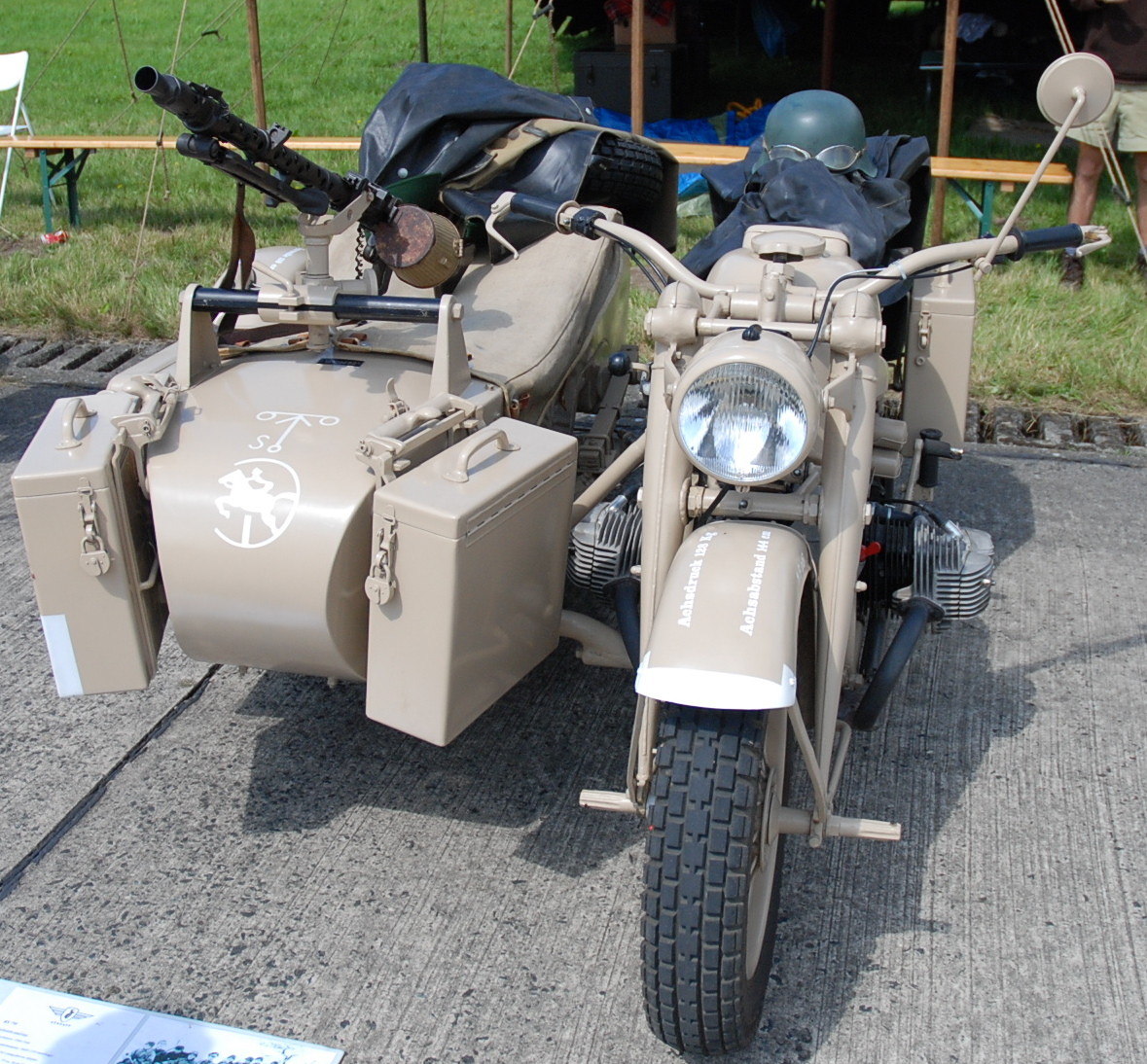
ツェンダップ・KS 750

しかしその後、大量生産できる軍用四輪自動車が登場し、第二次世界大戦後はそれらの生産技術が民生用に転用されて安価で近代的な大衆車が市場に出回るようになり、サイドカー需要は大幅に縮小していった。

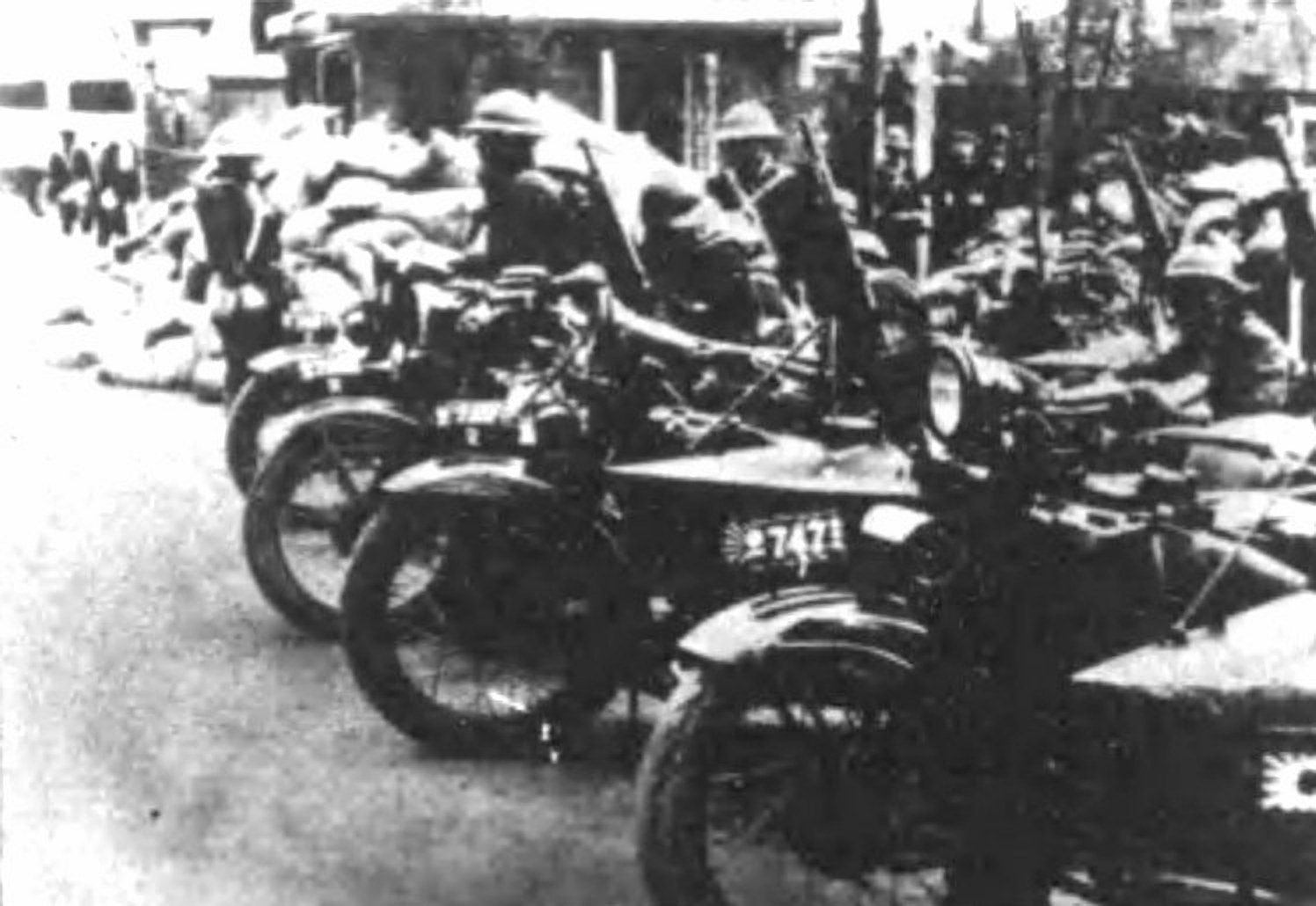
サイドカーを運用する上海特別陸戦隊

日本においては、1937年（昭和12年）に始まる日中戦争時に中国戦線に側車部隊が投入されたが、未舗装道路が多いためにうまく運用できず、サイドカーに対する評価は高くなかった。第二次世界大戦終結後はGHQにより、1950年（昭和25年）頃まで四輪乗用車の製造が規制されていたため、規制が比較的緩かった三輪自動車やサイドカーが安価な国民の乗り物として一気に普及し、サイドカーは非常にポピュラーな乗り物として、日本中にサイドカーを製造するメーカーがあった。GHQの規制撤廃後は四輪乗用車、特に軽自動車製造の気運が一気に高まり、諸外国同様にサイドカー市場は一気に縮小し、現在に至っている。日本語でオートバイのことを「単車」と呼ぶが、それは戦後間もない頃はサイドカーは現在よりももっと一般的であり、「サイドカーがついていないオートバイ」を区別して呼んだ名残りである。
日本などの先進国においては、日常生活でサイドカーに実用性を求める需要は大幅に縮小したが、独特の操縦性や希少性といった趣味性の高い乗り物としての人気は根強く、愛好家は少なくない。

## 形態
大きく分けて側車部分を外して走行できるか否かで分けることができ、日本では法規上の扱いが大きく異なる。

### 側車部分を外しても走行できる構造
一般に、オートバイの左右どちらかの横にもう一輪の車輪を配置するフレームを取り付けて、乗車できる構造や荷物を積載できる構造とされている。乗車用の構造のことを「舟」あるいは「カー」と呼び、オートバイの右側に舟があるものを「右カー」と呼び、左側にあるものを「左カー」と呼ぶ。舟を取り付ける側は、一般に右側通行の国ではバイクの右、左側通行の国ではバイクの左である。対してオートバイを「本車」と呼ぶ。また、サイドカーが付いていない状態のオートバイを「ソロ」または「単車」と呼ぶこともある。ただし、舟を外して単車として走行するためには、各部のバランスを再調整しなければならない。

### 側車部分を外しては走行できない構造

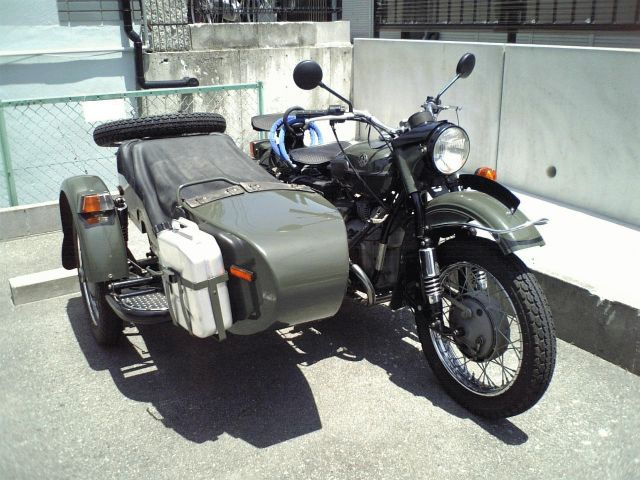
現存する市販の二輪駆動サイドカーの一つ「ウラル（フルタイム2WD型）」

一般にサイドトライク、サイドトライカーといわれるオートバイの車体とサイドカーのそれぞれが独立した構造ではなく全体を一つの車体として設計としたものもあり、代表的な車種としてドイツのクラウザー・ドマニなどが挙げられる。
未舗装路などでの走行を考慮して側車の車輪も駆動させるものもあり、常に側車も駆動するフルタイム型と任意に駆動を断接できるパートタイム型が存在する。代表的な車種として、ロシアのウラル･ギアアップ750などが挙げられる。パートタイム型のサイドカーの場合はディファレンシャルギアは装備されていないため「デフなし」とも呼ばれ、サイドカーの中では不整地を走行する能力が高いが、乾燥した舗装路などで二輪駆動のまま走行すると駆動系の部品に過大な負担がかかる。フルタイム型の場合はディファレンシャルギアが装備されていて、舗装路での駆動系への負担は軽減されるが、不整地を走行する能力もパートタイム形に比べると若干劣る。

## 特徴的な構成部品や機構

### アールズフォーク
オートバイのフロントサスペンションとして一般的に採用されているテレスコピックフォークは横方向の荷重に対して不利な構造であるが、サイドカーは旋回時にバンクできないため、フォークに横方向へ大きな荷重がかかる。テレスコピックフォークに大きな横荷重が加わると、サスペンションの伸縮に大きな抵抗が発生して路面の凹凸による衝撃が吸収されにくくなり、前輪が跳ねるような挙動を示す。この現象は「ホッピング」とも呼ばれ、事故につながる危険性が高い。また、制動時には本車と側車の重量により前輪にかかる荷重が単車よりも大きくなる傾向にあるサイドカーでは、車体が前のめりになる「ノーズダイブ」が大きくなり挙動が不安定となる。
ホッピングやノーズダイブを解消するために、サイドカーにはアールズフォークが用いられる例も多い。アールズフォークは英国のアーネスト･アールズによる発明で、前輪の後方に回転軸を持つリーディングリンクフォークの一種である。前後左右への荷重をサスペンションリンケージが受け持つことで、高い横荷重を受けた場合でもスムーズにサスペンションが伸縮できる。また、制動時に生じるモーメントによりリーディングリンクがフロントサスペンションを伸ばす方向に働き、ノーズダイブを低減する。

### ステアリングダンパー
サイドカーは、本車のステアリングが持つ自己直進性と側車の走行抵抗によって発生するヨーモーメントとが拮抗し、しばしばヨー回転振動を発生する。この振動周期が車体のヨー慣性モーメントが持つ固有振動数と一致すると共振によって走行が困難になる場合がある。ステアリングダンパーによってステアリング軸の振れを減衰することで共振の発生を抑えられる。

### サブフレーム
近代の車種では設計や加工技術が進んだことで、フレームは単車として必要十分な強度を持たせて軽量化しているが、側車を取り付ける強度までは確保されていない場合が多い。そのために追加のフレームで補強する場合が多い。

### 後退装置
サイドカーは単車よりも小回りがきかないため、切り返しなどで後退する機会も多い。しかし、単車よりも重いサイドカーを人力で後退させることは時間がかかり、困難な場合も多い。そのため、本車のトランスミッションにリバースギアを取り付けたものも珍しくない。あるいは、大型のバッテリーと側輪を駆動するモーターを搭載して、モーターの力で後退するものもある。一体型のサイドカーだと後退機構はあってもおおむねオプション装備。

### タイヤ
一般的なオートバイ用タイヤは車体をバンクさせることを前提に、断面が円形に近い形状で作られているが、サイドカーは車体をバンクさせないため、トレッドの中央のみが接地してタイヤの性能や寿命を活かせない場合が多い。このため旧来から平坦なトレッドを持つサイドカー専用タイヤが製造、発売されている。しかし現在の日本国内では入手が難しく価格も高い。また、サイズラインナップも少なく、近代の日本車には対応できていない。自動車用のタイヤを用いる例もしばしばある。

## 走行特性
サイドカーは左右非対称の乗り物であるため、右旋回と左旋回で旋回特性の差が大きく、直進でも加速や減速で大きなヨーモーメントが発生し、他の乗り物とは異なる特性を持つ。

### 加速と減速の特性
側車の重心による影響を受けて加速時は側車側へ、減速時は側車のない側へ車体が向かおうとするヨーモーメントが発生する。特に、前輪ブレーキのみで減速すると本車の重心が前輪に対して側車寄りに動き、ヨーモーメントを増幅する。逆に後輪ブレーキで減速すると、本車の重心は後輪に対して側車とは反対の方向に動き、ヨーモーメントを相殺する傾向になる。駆動輪やブレーキが側車にもあると、この傾向は緩和する。

### 旋回特性
単車のオートバイは車体、すなわち車軸を傾けることでジャイロ効果によるヨーモーメントも利用できるが、サイドカーは四輪自動車と同様に前輪の舵角で発生するヨーモーメントだけで旋回する。しかし四輪自動車とは異なり、前述のように加減速でもヨーモーメントが発生するため旋回中に加減速を行うと旋回特性に大きな影響を受けやすい。こうした加減速によるモーメントを積極的に利用して、タイミング次第でスピンターンのような転回も可能である。
また、一般的な四輪自動車よりも輪距（トレッド）に対する重心高が高いため、遠心力を受けて内側の車輪が浮く場合もある。側車側に旋回する場合は比較的簡単に側車が浮き上がり、回復不能な場合は転覆事故につながる。本車側に旋回する場合は比較的安定しているが、本車の後輪が浮けば操縦不能になり、極端な場合は前転事故につながる。こうした特性に対処するために、本車の乗員が自身の重心をカーブの内側の低い位置に移動させる姿勢をとる姿を見ることができる。サイドカーレースでは側車の乗員も車上で大きく姿勢を変えながら旋回する姿が見られる。あるいは、あらかじめ側車に砂袋やコンクリートブロックなどの死重を積んで対処する方法も見られる。
側車輪も駆動する二輪駆動のものは加減速による旋回特性への影響も小さくなるが、パートタイム方式のものはディファレンシャルギアが装備されていないので、二輪駆動での走行中は旋回時に駆動輪の内輪差により駆動抵抗が発生する。摩擦係数の高い路面ではタイヤを磨耗を早めたり、駆動軸の継手や軸受が痛みやすくなる。

## 実用的な用途
四輪自動車が高価であったり、政治的な理由で入手が困難な一部の国では、市民の実用的な交通手段としてサイドカーが利用されている。フィリピンでは、サイドカーを利用したタクシーも運行されている。
軍隊や警察組織などでは、四輪自動車よりも小回りの利く機動性と、単車のオートバイよりも高い運搬性能が着目され、斥候用や、要人車両警護用などとして採用される例は古くから存在する。

## モータースポーツ

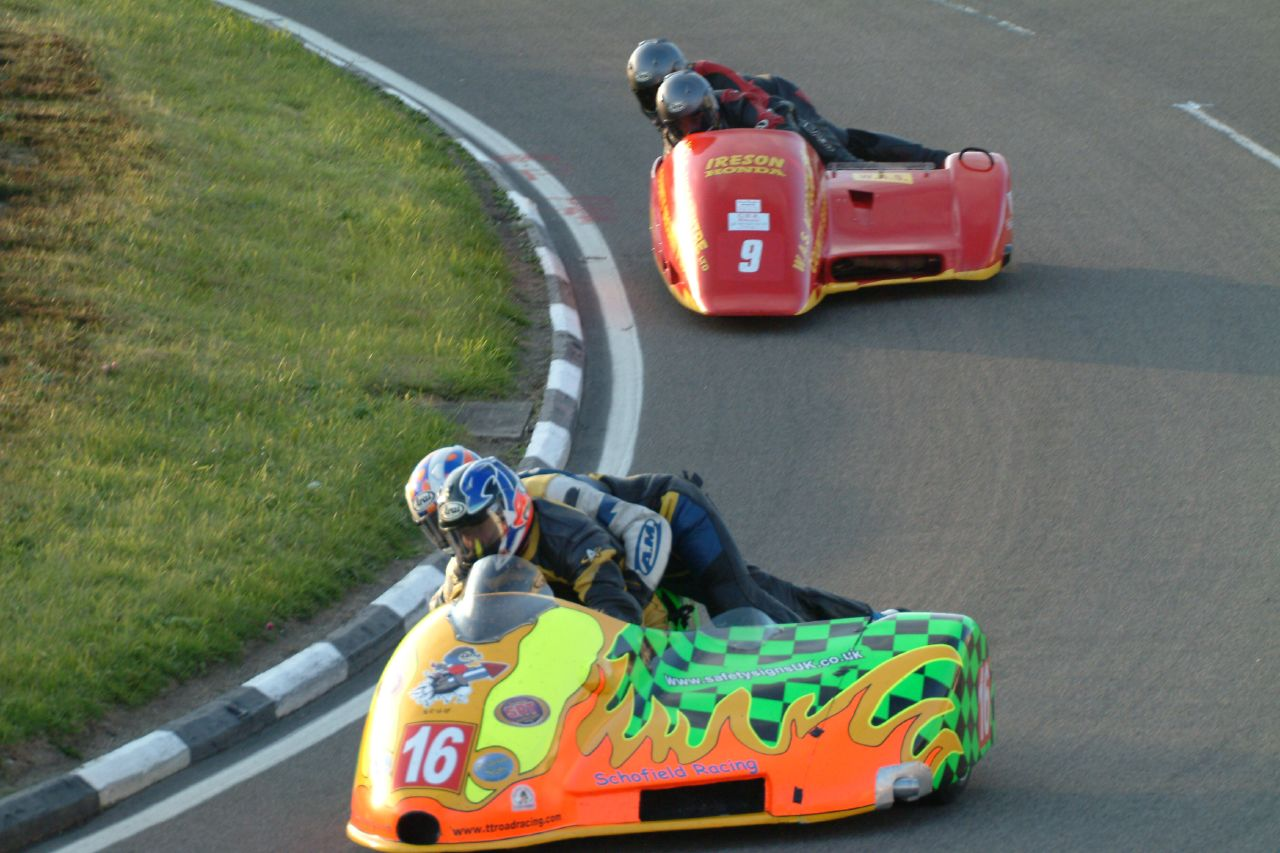
レース用ニーラーサイドカー

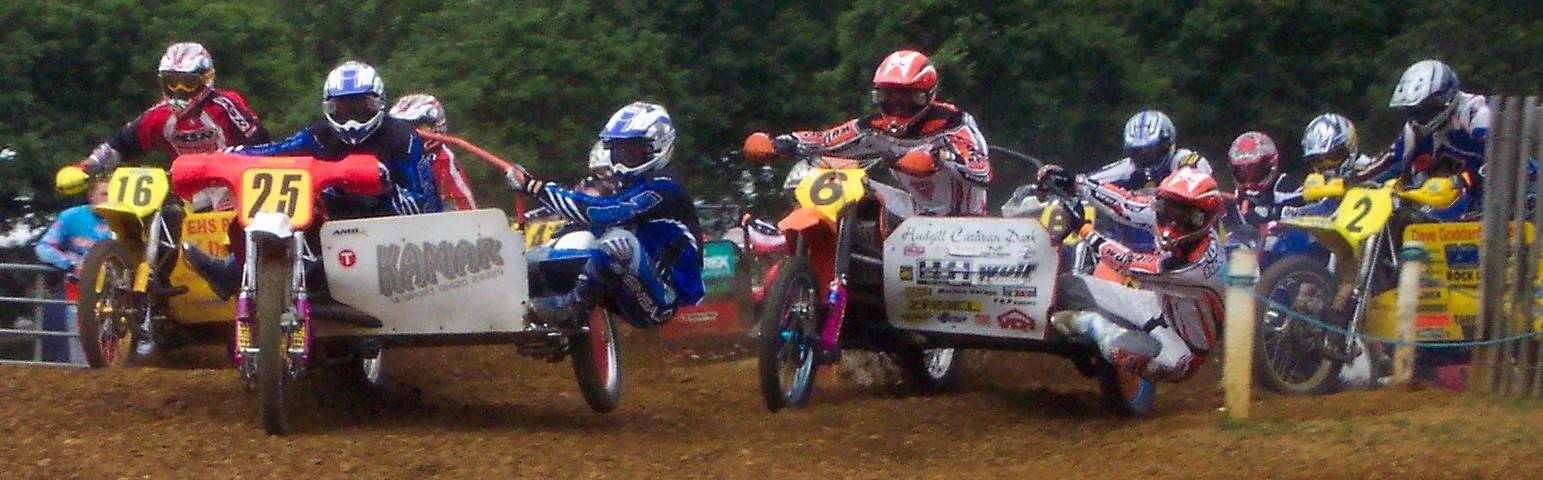
モトクロス用サイドカー

サイドカーを使ったモータースポーツも存在する。一般にオートバイの操縦者は「ライダー」と呼ばれるが、モータースポーツ用サイドカーは必ず2名乗車で競技が行われるため、操縦者を「ドライバー」、同乗者を「パッセンジャー」と区別して呼ぶ。FIMスーパーサイド世界選手権では操縦者に「ライダー」の呼称を用いている。サイドカーを用いるモータースポーツではコーナリングの際にパッセンジャーの体重移動が通過速度に大きく影響し、ドライバーとパッセンジャーそれぞれが高い技術を持っていることのみならず、2名の呼吸がうまく合っていることが競技の好成績に直結する。カー側のブレーキをパッセンジャーが操作する事もある。
ロードレースに相当する競技は、ニーラーと呼ばれる非常に車高が低い特殊なサイドカーを使って行われる。ニーラーは、オートバイとサイドカーが、フレームやカウルなども含めて一体でデザインされたものとなっている。通常のオートバイとは異なり、ドライバーおよびパッセンジャーのいずれもがひざで体重を支えるような乗車姿勢をとる。ニーラーと言う名称は、その乗車姿勢から「跪く」を意味する英語の動詞ニール(kneel)に由来している。トップクラスではドライバー席がエンジン前方にある。
モトクロスに相当するサイドカークロス、エンデューロに相当するエンデューロサイドカー、トライアルに相当するサイドカートライアル、スーパーモタードに相当するスーパーサイダー、スピードウェイに相当するサイドカースピードウェイがある。これらのカテゴリにおける競技車は、ニーラーに比べてオートバイの原型を残している。

## 日本における法規要件

### 50cc超
排気量50cc、または定格出力600Wを超えるものを対象とする。
以下いずれの場合でも、側車に複数の車輪があるものも一定の条件下で『道路運送車両の保安基準の細目を定める告示（2005年6月1日）』に定義され、「側車付二輪自動車」または「三輪自動車」となる。

#### 側車部分を外して走行できる構造のもの
駆動輪が本車にあり、側車部分を外しても走行できる構造のものは道路運送車両法において「側車付二輪自動車」として扱われる。
側車を取り外し、または再度取り付けて公道を運行する場合には、車両法上の車格が変化する場合（特に後述の本車が原付二種格のもの）もあり、その場合都度ナンバープレートを取得・登録し直さなければならない。
250cc以下、車長2.5m以下、幅1.3m以下かつ高さ2.00m以下のものは「側車付軽二輪」で検査対象外軽自動車となり車検は不要、それ以外の側車付二輪自動車は「側車付オートバイ」で（二輪の）小型自動車となり車検が必要である。高速自動車国道および自動車専用道路も（法律上は）通行可能である。（ただし本車が原付二種格の場合については後述）
公道で運転するには本車の排気量または定格出力に応じた自動二輪免許が必要であり、乗車する全員にヘルメットの着用義務ある。交通法の交通規制上は本車の排気量または定格出力により区分される。オートバイの二人乗りについて規制対象となる運転免許歴（免許取得後一年未満）であったり、二人乗り禁止の道路標識がある場合（主に首都高速道路）であっても、2人以上乗車定員以下まで乗車可能である。
例えば高速道路を、後部座席が付いている単車側だけにヘルメットを被った２人が乗車して、側車には誰も乗っていない（または荷物のみ積む）としても通行可能である。過去に警察官が理解不充分で、反則切符を出した事例があるので注意されたい。
乗車定員は「車検証、保安基準適合標章または軽自動車届出済証に記載された人数」となる。

#### 側車部分を外して走行できない構造のもの
側車部分を外して走行できない構造であって3輪のものは基本的には道路運送車両法において「三輪自動車」の扱いとなる。
ただし、道路運送車両の保安基準の細目を定める告示（2005年6月1日）第1条、第2条 (PDF) により、次のものは例外として「側車付二輪自動車」として扱われる。
- 「直進状態において、同一直線上にある2個の車輪及びその側方に配置された1個（複輪を含む。）又は2個（二輪自動車の片側の側方に備えたものに限る。）の車輪（以下「側車輪」という。）を備えた自動車」
- 「またがり式の座席 ハンドルバー方式のかじ取装置及び3個の車輪を備え かつ、運転者席の側方が開放された自動車」（道路運送車両の保安基準の細目を定める告示第1条、第2条）

よって、次の区分により車格が定まる。
- 「三輪自動車」扱いのもの
  - 660cc以下、車長3.4m以下、幅1.48m以下かつ高さ2.00m以下のものは「軽三輪自動車」で検査対象軽自動車となり、それ以外のものは（三輪の）小型自動車となり、いずれも車検が必要である。
- 「側車付二輪自動車」扱いのもの
  - 250cc以下、車長2.5m以下、幅1.3m以下かつ高さ2.00m以下のものは「側車付軽二輪」で検査対象外軽自動車となり車検は不要、それ以外の側車付二輪自動車は「側車付オートバイ」で（二輪の）小型自動車となり車検が必要である。

いずれの場合でも高速自動車国道および自動車専用道路は通行可能である。（ただし原動機が原付二種格の場合については後述）
運転免許については、車両法とは全く異なった要件で区分され、すなわち特定二輪車に該当せず、かつ側車部分を外して走行できない構造である場合には、交通法上、「三輪以上の自動車」とされる。

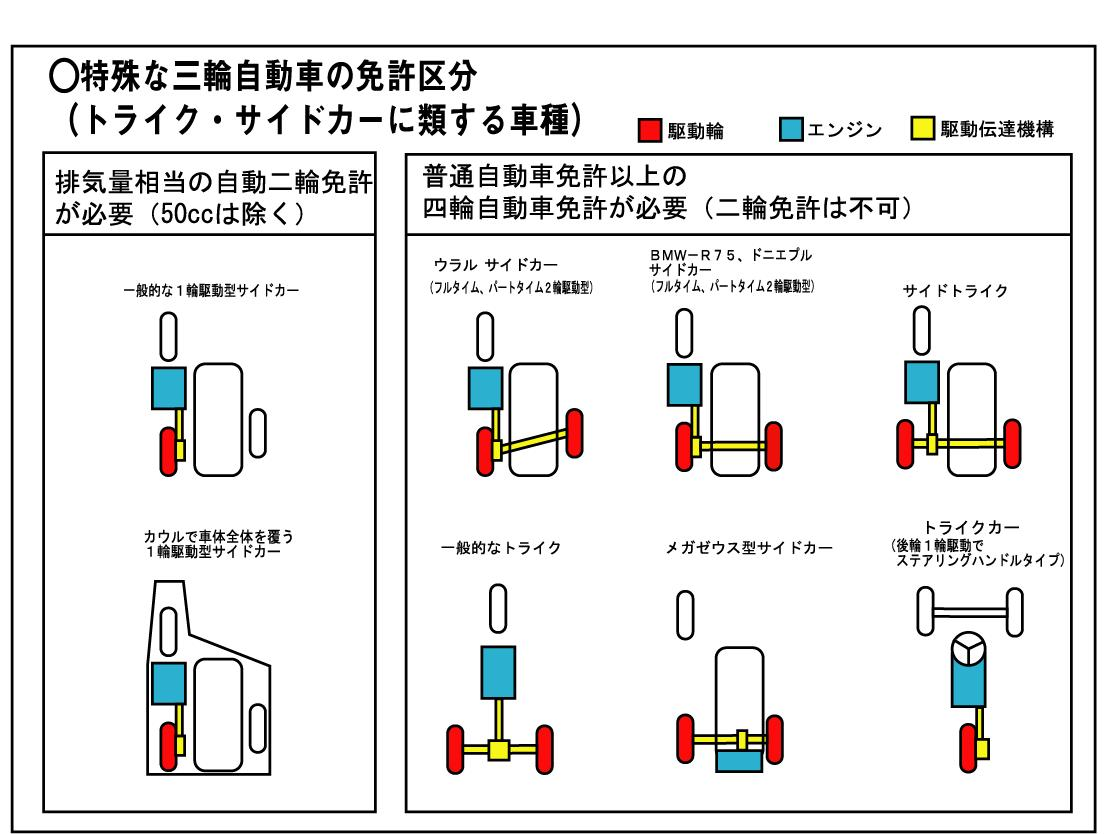
輪距・車幅の広い（460mm以上）トライク・サイドカー等の免許区分図説

三輪以上の自動車とされる場合には、車格に応じた普通免許などが必要となる。ヘルメットの着用する必要はない。シートベルトが保安基準で設備されている場合には装着する必要がある。乗車定員は「車検証、保安基準適合標章または軽自動車届出済証に記載された人数」となる。

#### 原付二種にサイドカーを付けたもの
ここでは側車部分を外して走行できる構造であり、かつ本車が第二種原動機付自転車（車両法）、すなわち排気量50cc超 - 125ccまたは600W超 - 1kWであるものを対象として述べる。
この場合、側車を取り付けると、道路運送車両法において原動機付自転車ではなく「側車付二輪自動車」として扱われる。側車を取り外し、または再度取り付けて公道を運行する場合には、車両法上の車格が変化するため、その都度ナンバープレートを取得・登録し直さなければならない。
車長2.5m以下、幅1.3m以下かつ高さ2.00m以下のものは「側車付軽二輪」で検査対象外軽自動車となり車検は不要、それ以外の側車付二輪自動車は「側車付オートバイ」で（二輪の）小型自動車となり車検が必要である。
以上より、高速自動車国道および自動車専用道路も法律上は通行可能である（側車を取り外すと通行できない）。ただし50 - 125cc格では出力および車体強度が不足する場合もある。特に乗車積載実車で、対面通行の高速自動車国道の本線車道であって登坂車線がないもの等の上り坂等で50km/hに、または最低速度制限のある自動車専用道路の上り坂等でその最低速度に達しない速度しか出せない場合には、通行できない。また、道路標識の「小二輪」は「小型自動二輪車（交通法）および原動機付自転車（交通法）」でありこれは本車に適用されるため、「小二輪」を通行止め対象としている一般道路は通行できない（東京高速道路など）。
公道で運転するには本車の小型限定/AT小型限定以上の二輪免許が必要であり、乗車する全員にヘルメットの着用義務がある。オートバイの二人乗りについては規制対象となる運転免許歴であったり、二人乗り禁止の道路標識がある場合であっても、2人以上乗車定員以下まで乗車可能である。乗車定員は「車検証、保安基準適合標章または軽自動車届出済証に記載された人数」となる。

### 50cc以下
原動機が排気量50cc以下または定格出力600W以下のものは、側車付き2輪、または3輪以上のいずれであっても、車両法上は第一種原動機付自転車扱いとなる。この場合、側車部分を外して走行できる構造かそうでないかは無関係である。なお、道路運送車両法の保安基準から長さ2.5m、幅1.3m、高さ2mを超える事はできない。
側車の有無に関わらず原付格（車両法）であるためナンバー取得は自治体（市町村）役所等となる。ただし税区分および課税標識（ナンバープレート）の色や形式区分は自治体によっても異なり、更に側車の有無や仕様によっても税区分が異なる場合があるため、側車を取り付け・取り外しした場合の扱いは自治体に確認する必要がある。
車両法上原付であるため、高速自動車国道および自動車専用道路は通行できない。
道路交通法上の扱いについては、以下のとおりとなる。
- 側車部分を外しても走行できる構造[注釈 2]のもの：側車付き2輪として原付（交通法）扱い
- 側車部分を外して走行できない構造[注釈 2]の3輪以上のもの
  - 平成2年12月6日総理府告示第48号を満たす3輪のもの：原付（交通法）扱い
  - 総理府告示を満たさない排気量20cc超 - 50ccまたは定格出力250W超 - 600W以下のもの：自動車（交通法）扱い、いわゆるミニカー (車両)
  - 総理府告示を満たさない排気量20cc以下または定格出力250W以下のもの：原付（交通法）扱い

原付（交通法）扱いである場合には、原付免許で運転でき、乗車定員は1名（サイドカー部分には乗車できない）、法定速度は30km/hのまま、ヘルメット着用義務あり、原動機付自転車の二段階右折適用である。積載重量制限は単車と変わらず30kg以下である。なおミニカー (車両)扱いの場合については同項目を参照のこと。

### 自転車
自転車にサイドカーを付けた場合は以下の規制となる。ほか詳細は「軽車両」を参照のこと。
- 全国規制
  - 普通自転車には該当しないため、歩道の徐行ないし通行ができない。つまり、歩道上の自転車レーンを通行できないし、また運転者が12歳以下の子供、高齢者・障害者であったり、「車道等の状況に照らして自転車の通行の安全を確保するため、歩道を通行することがやむを得ないと認められる」場合であっても、歩道の徐行ないし通行は認められない。
  - 側車付きのため、自転車道（狭義）も通行できない。
  - 道路全体を専ら自転車あるいは自転車および歩行者の通行に供用する自転車専用道路、自転車歩行者専用道路については、道路標識の設置主体が道路管理者である場合には、通行可。都道府県公安委員会による設置の場合は、通行不可。
  - 歩道等のない道路や、路側帯（2本実線の歩行者用路側帯を除く）、車道の自転車レーンについては自転車単体の場合と同様に通行する。
- 東京都の場合の規制
  - サイドカー部分には乗車できない[7]。
  - ただしサイクルトレーラーとは異なり、交通の頻繁な道路における運転の制限はない。

## サイドカートレーラー
サイドカートレーラーは、サイドカーを備えたオートバイ等にトレーラーを連結して積載力を高めた運用である。法令的には日本においても可能である。

## サイドカーメーカー

### 現在生産しているメーカーまたはブランド
- ワトソニアン・スクワイヤー - 英国のサイドカーとオートバイトレーラーのメーカー[8]
- IMZ・ウラル - 側車付きもラインナップに持つ、ロシアのオートバイブランド
- KMZ - ウクライナのオートバイメーカー
- 長江モーターワークス - 側車付きもラインナップに持つ、中国のオートバイメーカー
- サイドバイク - フランスの一体型サイドカーとトライクのメーカー
- EZS Sidecar - オランダのサイドカーとオートバイトレーラーのメーカー[9]
- プロダックサイド - フランスのサイドカーとトライク、ATV、SSVのメーカー[10]
- ワスプ - オフロード用のサイドカーも製作する、英国のオートバイメーカー
- ハイウェイ・サイドカーズ - オーストラリアのサイドカーメーカー[11]
- GG - スイスのオートバイとトライク、跨座式4輪車のメーカー
- LCR - スイスのレース用サイドカー（ニーラー）メーカー
- レンジャープロダクションズ - 南アフリカで実用向けの側車付きのオートバイを製作するメーカー[12]
- EML - オランダW-Tec社によるサイドカーとトライクのブランド[13]
- モベク - ドイツのサイドカーメーカー[14]
- ルコ自動車工業 - ドイツのサイドカーメーカー[15]
- RSR - ドイツのレース用サイドカーメーカー[16]
- ボーデ - ドイツのサイドカーメーカー[17]
- ワルター - ドイツのサイドカーメーカー[18]
- カリッヒ - 本車だけがバンクするサイドカーを作るドイツのメーカー[19]
- コルダ - 三輪駆動のサイドカーを製造するドイツのメーカー、ブラックブルモータースのブランド[20]
- シュテルン - ドイツのサイドカーメーカー[21]
- エシャー - フランスのサイドカーとオートバイトレーラーのメーカー[22]
- アルメク - スイスのサイドカーメーカー[23][リンク切れ]
- ハニガン - 米国のトライクとサイドカーのメーカー[24]
- カリフォルニアサイドカー - 米国100 Motorcycle Run社によるトライクとサイドカー、オートバイ用トレーラーのブランド[25]
- チャンピオントライク - 米国のトライクとサイドカー、オートバイ用トレーラーのメーカー[26]
- モーターベーション - 米国のサイドカー、オートバイ用トレーラーのメーカー[27]
- モトポッド - 英国のサイドカーメーカー[28]
- マーリン - 英国のサイドカーメーカー[29]
- ウィンドル - 英国のサイドカーメーカー[30][リンク切れ]
- ヤワ - チェコのオートバイメーカー
- スポットツープラスワン - 日本のサイドカーのメーカー[31]
- サクマエンジニアリング - 日本のトライクとサイドカーのメーカー[32]
- NKオート - 日本のサイドカーメーカー[33]
- 中野モータース - 日本のサイドカーメーカー[34]
- サイドカーコミヤマ - 日本のサイドカーメーカー[35]
- バイクハウス阿部 - 日本のサイドカーメーカー[36]
- サイドカーショップ東海 - 日本のサイドカーメーカー[37]
- 新潟技研 - 日本のサイドカーメーカー[38]
- エムクラフト - 日本のトライクとサイドカーのメーカー[39]
- OCTRUN - 日本のサイドカーメーカー[40]
- CLUB3 - 日本で唯一オフロードサイドカーを製造している新井特殊工作のブランド。長野県上田市。
- ブリストルドックス - 日本のサイドカーショップ。リバプールサイドカーズとパスワインダーのブランドを持つ。[41]
- オートスタッフ末広 - 日本のオートバイ、サイドカー、トライクショップ。エマージのブランドを持つ[42][リンク切れ]。
- 芝崎モータース - 日本のサイドカーショップ。[43]
- RSヒロハシ - 日本のサイドカー・トライク・ジェットスキーショップ[44]。
- サッシュ - 日本のオートバイ、サイドカー、トライクショップ[45]。

### かつて製造していたメーカー
- スワロー・サイドカー・カンパニー（現ジャガー）
- BMW - BMW R75（英語・ドイツ語）
- Izhmash（ロシア・カラシニコフ小銃のメーカーとしても有名） BMWレプリカ
- MZモトラッド　- ドイツのオートバイメーカー
- ツェンダップZündapp KS750（英語・ドイツ語）
- ダグラス
- 日本内燃機（九三式側車付自動二輪車）
- ハーレーダビッドソン - 側車付きのモデルも製造していた米国のオートバイメーカー（2011年に撤退[46]）
- 陸王（九七式側車付自動二輪車）二輪駆動
- 太陸 - 日本の太田夫妻によって手作りされていたサイドカーのブランド。
- ミナト
- オートクラフト - 大野文幸によって作られたサイドカーのブランド。長野県東部町（東御市）
- マツシタ・オートスタイリング - 大阪府守口市にあったサイドカーショップ。
- クラウザー（ドイツ）
- タケオカ自動車工芸 - インドのバジャージ・オート製三輪トラックを日本で側車付き自動二輪として登録できるように、全長を短縮する改造を施して販売していた
- ワイズギア - ヤマハ製のオートバイ用に側車を販売していた、日本の用品メーカー